# BigBlueButton
BigBlueButton è un sistema di conferenza web open source. Si basa sul sistema operativo GNU/Linux e funziona su Ubuntu. Oltre a vari servizi di web conferencing, ha integrazioni per molti dei principali sistemi di apprendimento e gestione dei contenuti come Moodle.

## Caratteristiche
BigBlueButton supporta:
- la condivisione contemporanea di audio e video
- presentazioni con funzionalità di lavagna estesa - proiezione slide e immagini, uso puntatore, zoom e disegno anche collaborativo
- chat pubblica e privata
- condivisione desktop
- gestione sondaggi - sì/no, vero/falso, scelta multipla predefinita e personalizzata
- condivisione streaming video mediante URL (i.e. da YouTube e altri)
- notepad per appunti condivisi
- VoIP integrato con FreeSWITCH
- supporto per la presentazione di documenti PDF e documenti di Microsoft Office.

Inoltre, gli utenti possono partecipare alla conferenza in uno dei due ruoli: spettatore o moderatore.
Come spettatore, un utente può partecipare alla conferenza vocale, condividere la propria webcam, alzare la mano e chattare con gli altri. Come moderatore, un utente può disattivare / riattivare l'audio degli altri, espellere qualsiasi utente dalla sessione e rendere qualsiasi utente il relatore corrente. Il relatore può caricare diapositive e controllare la presentazione.
Il server BigBlueButton funziona su Ubuntu 16.04 a 64 bit e può essere installato dal codice sorgente o dai pacchetti Ubuntu. BigBlueButton è anche scaricabile come una macchina virtuale (VM) che funziona all'interno di VMware Player su PC e computer Unix e su VMWare Fusion su Mac. Il server BigBlueButton può anche funzionare in un ambiente cloud, come Amazon EC2, installandolo su un'istanza di Ubuntu 16.04 a 64 bit.

## Architettura
Simile ad Apache OpenMeetings, BigBlueButton inizialmente utilizzava red5, un'implementazione open source di Adobe Flash Media Server, per supportare la collaborazione in tempo reale. Ora utilizza WebRTC per la condivisione di audio, video e schermo.
Utilizza inoltre redis, il software open source di archiviazione dei dati con valori-chiave, per mantenere un elenco interno delle riunioni, dei partecipanti e di qualsiasi altra informazione pertinente.

## Storia
Nel 2007 il progetto è stato avviato alla Carleton University dal programma Technology Innovation Management. La prima versione è stata scritta da Richard Alam (inizialmente era chiamato: il progetto Blindside) sotto la supervisione di Tony Bailetti.
Nel 2009 Richard Alam, Denis Zgonjanin e Fred Dixon hanno caricato il codice sorgente BigBlueButton su Google Code e hanno formato Blindside Networks, una società che persegue il tradizionale modello di business open source di fornire supporto e servizi a pagamento alla comunità BigBlueButton.
Nel 2010 gli sviluppatori principali hanno aggiunto una lavagna per annotare la presentazione caricata. Jeremy Thomerson ha aggiunto un'interfaccia di programmazione dell'applicazione (API) che la comunità BigBlueButton ha successivamente utilizzato per integrare con Sakai, WordPress, Moodle 1.9, Moodle 2.0, Joomla, Redmine, Drupal, Tiki Wiki CMS Groupware, Foswiki, e LAMS .
Google ha accettato BigBlueButton nel programma Google Summer of Code 2010. Per incoraggiare i contributi di altri, gli sviluppatori hanno spostato il codice sorgente da Google Code a GitHub.
Il progetto ha indicato l'intenzione di creare una fondazione BigBlueButton indipendente senza fini di lucro per supervisionare lo sviluppo futuro.
Nel 2011 gli sviluppatori hanno annunciato che stavano aggiungendo funzionalità di registrazione e riproduzione a BigBlueButton 0.80.
Il nome BigBlueButton deriva dal concetto iniziale secondo cui l'avvio di una conferenza Web dovrebbe essere semplice come premere un grande pulsante blu metaforico.

## Integrazioni di terze parti
- Canvas (Sistema di gestione dell'apprendimento)
- Chamilo (Sistema di gestione dell'apprendimento)
- DoceboLMS (Saas / Cloud Learning Management System)
- Drupal (Sistema di gestione dei contenuti)
- ILIAS (Sistema di gestione dell'apprendimento)
- Moodle (Sistema di gestione dell'apprendimento)
- Mattermost (servizio di chat basato sul Web)
- Progetto Sakai (Sistema di gestione dell'apprendimento)
- Tiki Wiki CMS Groupware (Content Management System)
- Qwerteach (piattaforma Saas / Tutoring)
- WordPress (Sistema di gestione dei contenuti)
- KampüsProject (Sistema di gestione dell'apprendimento)
- Open edX (Open Source Learning Management System)